# Тихонівка (Звенигородський район)
Ти́хонівка — село в Україні, в Бужанській сільській громаді Звенигородського району Черкаської області. Центр Тихонівської сільської ради.

## Загальні відомості
Населення села становить 263 особи (2005; 313 в 2001).
Тихонівка розташована на лівому березі річки Жаб'янка (Фоска), правій притоці Гнилого Тікича (басейн Південного Бугу). З південного, північного та східного боків село оточене лісовими масивами.
Біля села проходить вузькоколійна залізниця, проведений газопровід, що постачає селянам блакитне паливо. Працюють фельдшерсько-акушерський пункт, сільські клуб та бібліотека.
На території села проходили запеклі бої Корсунь-Шевченківської битви. В цих боях героїчно полягли герої Радянського Союзу Ястребцев Віктор Іванович, Шкарупа Андрій та О. О.Євстигнєєв. Увічнюючи їхні подвиги, в селі було встановлено пам'ятні знаки.

## Населення
Згідно з переписом УРСР 1989 року чисельність наявного населення села становила 326 осіб, з яких 139 чоловіків та 187 жінок.
За переписом населення України 2001 року в селі мешкало 311 осіб.

### Мова
Розподіл населення за рідною мовою за даними перепису 2001 року:
| Мова       | Відсоток |
| ---------- | -------- |
| українська | 98,40 %  |
| молдовська | 0,64 %   |
| російська  | 0,64 %   |
| словацька  | 0,32 %   |